# Centrolene peristictum
Centrolene peristictum és una espècie de granota que viu a Colòmbia i l'Equador.
Està amenaçada d'extinció per la pèrdua del seu hàbitat natural.

## Descripció
És una granota petita d'entre 18 a 21 mm. Timpà molt visible, amb orientació lateral i lleugera inclinació dorsal. Coloració dorsal verd pàl·lid amb punts foscos i rivets blancs o grocs. Cap als laterals té una coloració verda goguenca i el ventre verd. El seu iris ocular és de color bronze grisenc amb anell al voltant de la pupil·la. Habita boscos de boira inalterats.